# وهلنبرجية

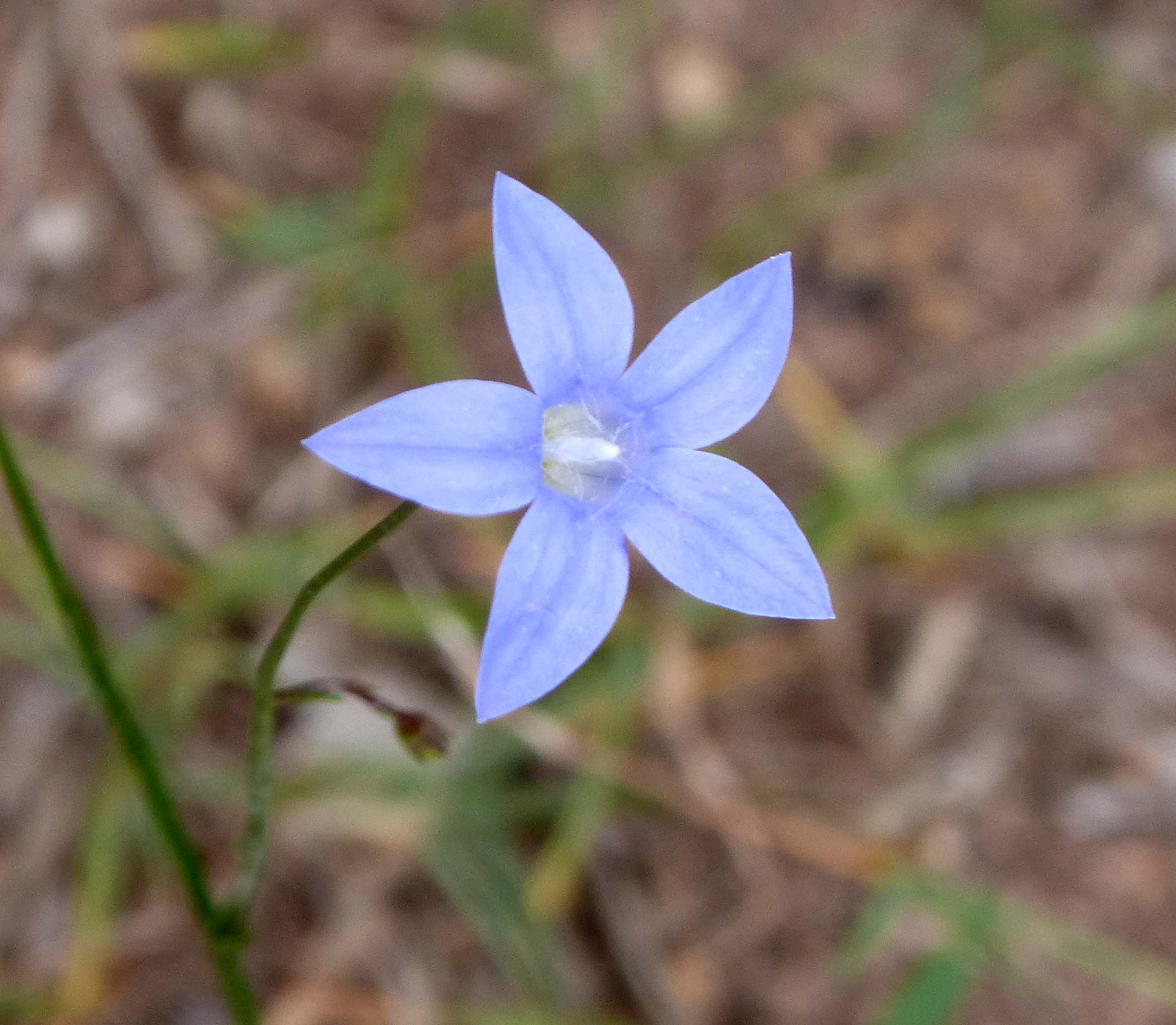
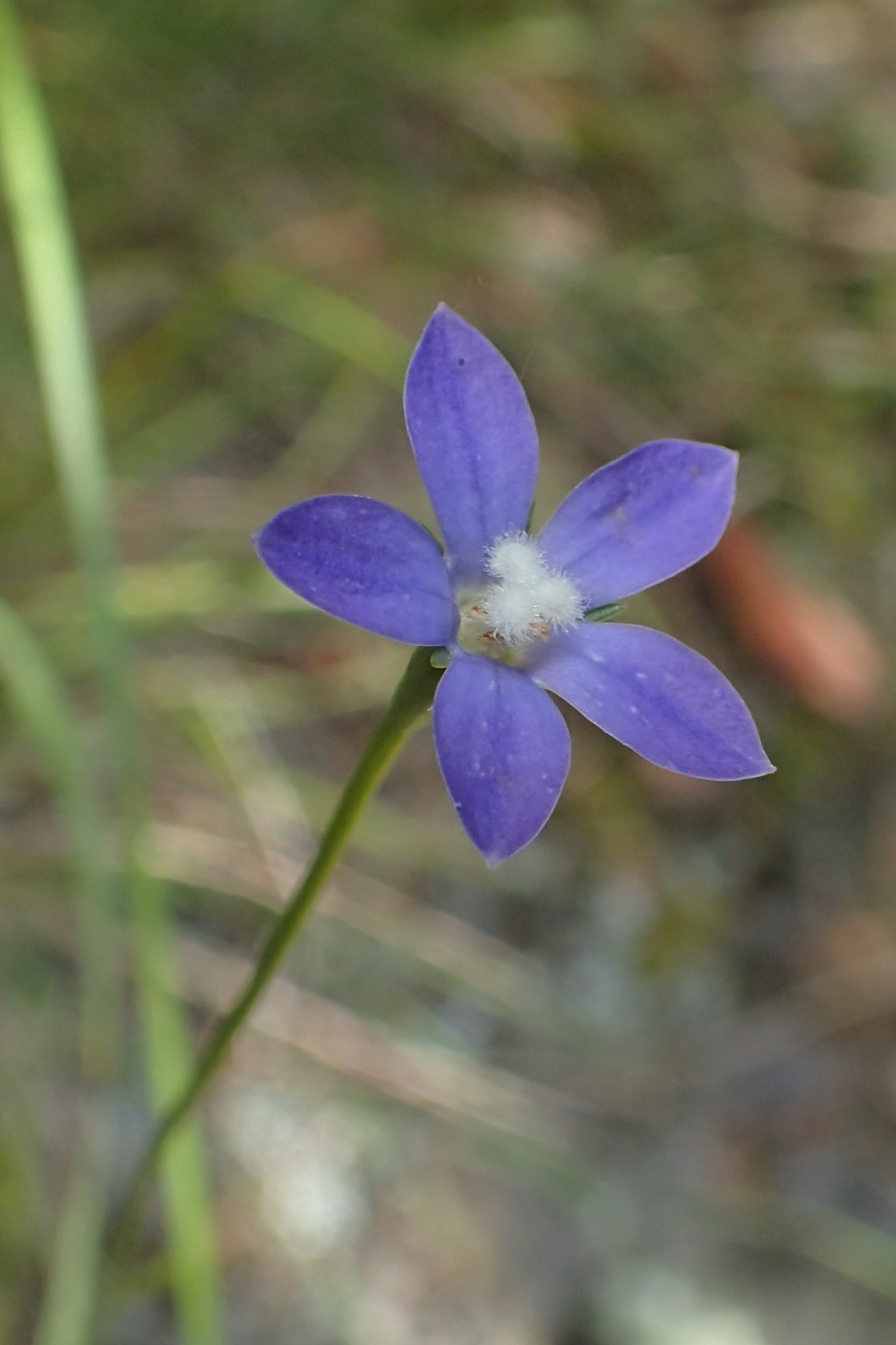
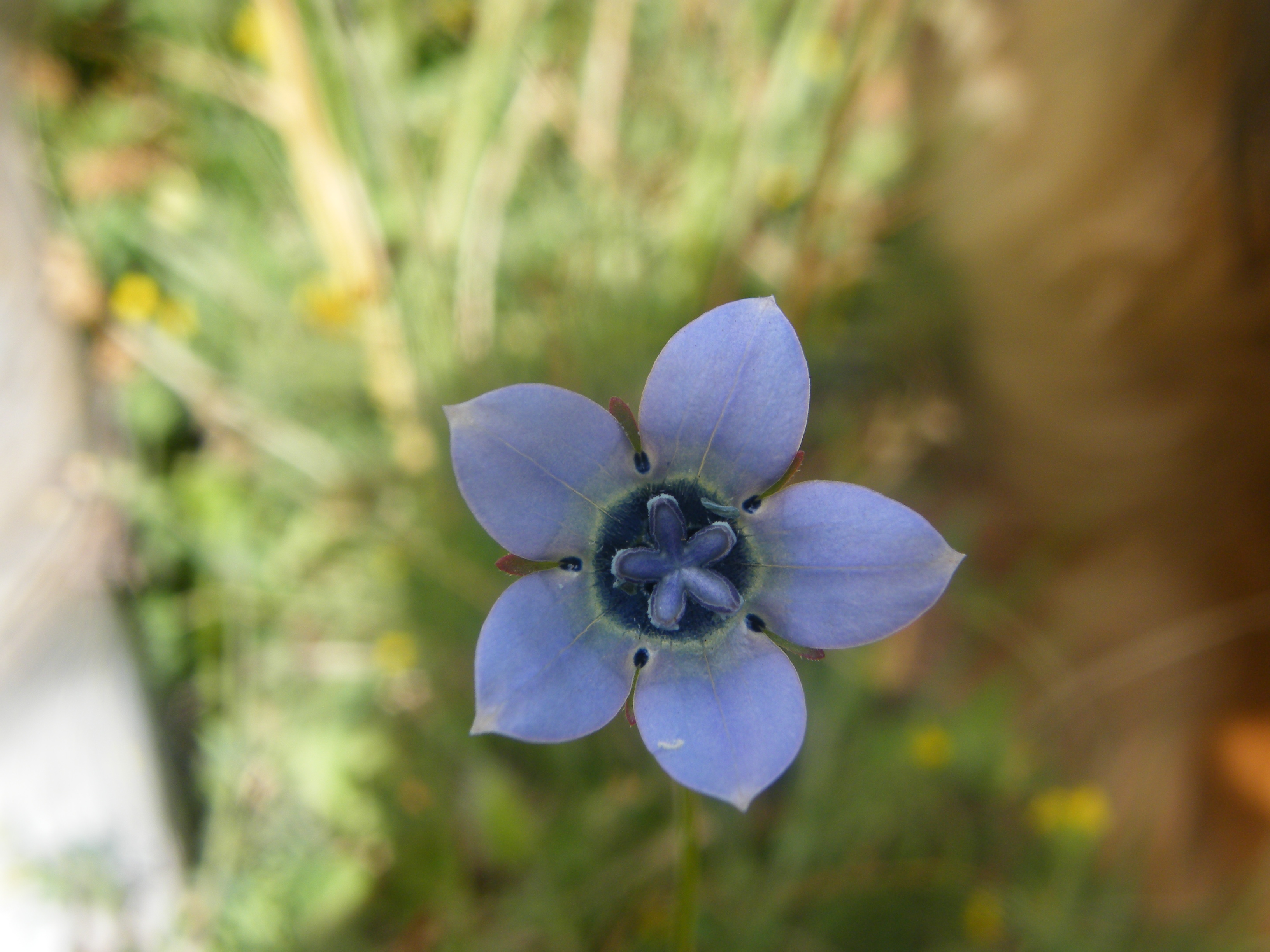

الوَهْلَنْبَرجِيَة  أو الوَهْلِنبِرجية هو جنس من نحو 260 نوعًا من النباتات المزهرة في الفصيلة الجريسية. النباتات في هذا الجنس أعشاب معمرة أو جولية ذات أوراق بسيطة وأزهار على شكل أجراس زرقاء إلى أرجوانية وعادة ما يكون لها خمس بتلات. توجد أنواعها في جميع القارات باستثناء أمريكة الشمالية، وفي بعض الجزر المعزولة ، ولكن يوجد أكبر تنوع في نصف الكرة الجنوبي.